# Sawlon
Sawlon de Mohnyin (birman မိုးညှင်းစလုံ, móɲ̥íɴ səlouɴ) est un prince birman, saopha de l'état shan de Mohnyin de 1486 à sa mort en 1533. Il est surtout connu pour avoir conquis le royaume d'Ava en 1527.
Sawlon était à la tête d'une confédération d'états shans qui mena des raids contre le territoire d'Ava durant tout le début du XVIe siècle. Dans les années 1520, cette confédération comprenait les états de Kale (Kalay), Momeik et Bhamo, et avait pour allié le royaume birman de Prome (Pyay). Ils menaient des attaques concertées contre Ava, qu'ils finirent par piller en 1524.
Mais le roi Shwenankyawshin et son allié Hkonmaing, saopha de Hsipaw (Thibaw), continuèrent leur résistance. En 1527, les forces de Sawlon mirent à nouveau le siège devant Ava. Shwenankyawshin périt au combat. Sawlon plaça son fils Thohanbwa sur le trône, mettant fin au Royaume d'Ava après 163 ans de règne sur la Haute-Birmanie. Ava devint un état shan parmi d'autres et de nombreux birmans s'enfuirent dans le sud, à Taungû.
Sawlon commit l'erreur de ne pas attaquer cette ville. Au lieu de cela, il se retourna contre son ancien allié, le roi Thado Minsaw de Prome, dont il était mécontent des services dans la guerre contre Ava. En 1533, Sawlon et Thohanbwa lancèrent une expédition qui s'empara de Prome. Sawlon fut assassiné par ses propres ministres à Myedu, sur le chemin du retour.
Thohanbwa, roi d'Ava depuis 1527, lui succéda comme saopha de Mohnyin. Son autre fils Sithu Kyawhtin, nommé gouverneur de Salin, fut plus tard le dernier souverain d'Ava (1552 — 1555).